# Juan Martínez Adorno
Pour les articles homonymes, voir Martinez et Adorno.
Martínez  Adorno est un nom espagnol. Le premier nom de famille, en général paternel, est Martínez ; le second, en général maternel, souvent omis, est Adorno.
Juan Ramón Martínez Adorno, né le 24 août 1987 à Carolina, est un coureur cycliste portoricain.

## Biographie
En septembre 2015, il représente son pays lors du championnat du monde du contre-la-montre, disputé à Richmond.

## Palmarès et résultats

### Palmarès par année
- 2010
  -  Champion de Porto Rico sur route
  - 3e du championnat de Porto Rico du contre-la-montre
- 2011
  - 2e du championnat de Porto Rico du contre-la-montre
  - 2e du championnat de Porto Rico sur route
- 2012
  - 3e du championnat de Porto Rico du contre-la-montre
- 2013
  -  Champion de Porto Rico sur route
  - 3e du championnat de Porto Rico du contre-la-montre
- 2014
  - 2e du championnat de Porto Rico sur route
- 2015
  -  Champion de Porto Rico du contre-la-montre
  - Clásico San Antonio de Padua
  - 2e du championnat de Porto Rico sur route
- 2016
  -  Champion de Porto Rico du contre-la-montre

### Classements mondiaux
| Année            | 2013 | 2014 | 2015 | 2016 |
| ---------------- | ---- | ---- | ---- | ---- |
| UCI America Tour | 48e  | 104e | 80e  | 192e |